# Nombre premier de Higgs
Un nombre premier de Higgs est un nombre premier p dont l'indicatrice d'Euler (l'entier φ(p) = p – 1) divise le carré du produit des nombres premiers de Higgs plus petits. Plus généralement, étant donné un exposant a, le n-ième premier de Higgs est le plus petit nombre premier Hpn tel que
{\displaystyle \varphi (Hp_{n})~\left|~\prod _{i=1}^{n-1}{Hp_{i}}^{a}\right.{\mbox{ et }}Hp_{n}>Hp_{n-1}.}
Pour les carrés (a = 2), les premiers nombres premiers de Higgs sont 2, 3, 5, 7, 11, 13, 19, 23, 29, 31, etc. (suite A007459 de l'OEIS). Ainsi, par exemple, 13 est un premier Higgs parce que le carré du produit des nombres premiers de Higgs plus petits est 5 336 100, dont le quotient par 12 est entier (égal à 444 675). Mais 17 n'est pas un premier de Higgs car le carré du produit des nombres premiers de Higgs plus petits est 901 800 900, dont le reste dans la division euclidienne par 16 est non nul (égal à 4).
Pour les premiers nombres premiers de Higgs pour les exposants 2 à 7, il est plus compact de présenter les nombres premiers qui ne sont pas de Higgs :
| Exposant | 75e premier de Higgs | Nombres premiers inférieurs au 75e premier de Higgs et qui ne sont pas de Higgs |
| -------- | -------------------- | --- |
| 2        | 827                  | 17, 41, 73, 83, 89, 97, 103, 109, 113, 137, 163, 167, 179, 193, 227, 233, 239, 241, 251, 257, 271, 281, 293, 307, 313, 337, 353, 359, 379, 389, 401, 409, 433, 439, 443, 449, 457, 467, 479, 487, 499, 503, 521, 541, 563, 569, 577, 587, 593, 601, 613, 617, 619, 641, 647, 653, 673, 719, 739, 751, 757, 761, 769, 773, 809, 811, 821, 823 |
| 3        | 521                  | 17, 97, 103, 113, 137, 163, 193, 227, 239, 241, 257, 307, 337, 353, 389, 401, 409, 433, 443, 449, 479, 487 |
| 4        | 419                  | 97, 193, 257, 353, 389 |
| 5        | 397                  | 193, 257 |
| 6        | 389                  | 257 |
| 7        | 389                  | 257 |

Une observation révèle en outre qu'un premier de Fermat {\displaystyle 2^{2^{n}}+1} ne peut pas être un premier de Higgs pour l'exposant a si a est plus petit que 2n.
On ne sait pas s'il y a une infinité de nombres premiers de Higgs pour tout exposant a strictement plus grand que 1. La situation est tout à fait autre pour a = 1. Il y en a quatre : 2, 3, 7 et 43 (une suite étrangement similaire à la suite de Sylvester). Burris et Lee ont constaté qu'environ un cinquième des nombres premiers en dessous d'un million sont des premiers de Higgs.